# Protikuřácké tažení v nacistickém Německu
Poté, co němečtí lékaři poprvé poznali spojení mezi kouřením a rakovinou plic, nacistické Německo inicializovalo tvrdou protikuřáckou kampaň a spustilo první veřejnou protikuřáckou kampaň v moderních dějinách. Protitabákové kampaně byly začátkem 20. století vedeny v mnoha zemích, ale většinou měly pouze malý úspěch. Výjimkou bylo Německo, kde byla kampaň podporována vládou po nástupu nacistů k moci. Mezi 30. a 40. lety dvacátého století se jednalo o nejsilnější protikuřáckou kampaň na světě. Vedení Národních Socialistů odsoudilo kouření a mnoho z nich otevřeně kritizovalo spotřebu tabáku a jeho konzumaci. Výzkum na kouření a jeho dopady na lidské zdraví pod nacistickým vedením vzkvétal a byl jedním z nejdůležitějších druhů výzkumu v tom čase. Osobní odpor Adolfa Hitlera k tabáku a práva žen na kvalitní reprodukci v nacistickém Německu byly motivačními faktory, stojícími v pozadí kampaně proti kouření a tato kampaň byla dále spojována jak s antisemitismem tak s rasismem.
Nacistická protikuřácká kampaň zahrnovala zákaz kouření v německých tramvajích, autobusech a příměstských vlacích, za podpory zdravotní osvěty, omezením přídělu cigaret u Wehrmachtu, organizováním lékařských přednášek pro vojáky a zvýšením daně na tabák. Národní socialisté také uložili restrikce na tabákovou reklamu a kouření na veřejných místech, regulovaných restauracích a kavárnách. Protitabáková kampaň přesto neměla v nacistickém Německu příliš veliký účinek a spotřeba tabáku mezi lety 1933 a 1939 narostla,, avšak kouření mezi německým vojenským personálem mezi lety 1939 až 1945 pokleslo. Dokonce ani poválečné kampaně vedené v Německu ke konci 20. století nedosáhly takového rozsahu jako Nacistická protikuřácká kampaň.

## Úvod
Protikuřácké hnutí existovalo v Německu již na začátku 20. století. Kritici kouření se organizovali do prvních protikuřáckých skupin v zemi pod názvem Deutscher Tabakgegnerverein zum Schutze der Nichtraucher (Němečtí tabákoví odpůrci' Společnost pro ochranu nekuřáků), založena byla v roce 1904, avšak organizace fungovala pouze krátký čas. Další protikuřáckou organizací byla Bund Deutscher Tabakgegner (Federace německých odpůrců tabáku), založená v roce 1910 v Trutnově, Čechy. Další protikuřácké organizace byly založeny v roce 1912 ve městech Hannover a Drážďany. V roce 1920 vznikla v Praze, Bund Deutscher Tabakgegner in der Tschechoslowakei (Federace německých odpůrců tabáku v Československu), poté, co se Československo po 1. světové válce oddělilo od Rakouska. Bund Deutscher Tabakgegner in Deutschösterreich (Federace německých odpůrců tabáku v německém Rakousku) byla založena v roce 1920 ve Štýrském Hradci.
Tato sdružení vydávala časopisy hájící nekouření. Prvním byl německy psaný časopis Der Tabakgegner (Odpůrce tabáku), vydávaný českou organizací v letech 1912 až 1932. Deutscher Tabakgegner (Němečtí odpůrci tabáku) byl vydáván v Drážďanech mezi lety 1919 a 1935 a byl druhým časopisem tohoto druhu. Protitabákové organizace byly také proti konzumaci alkoholických nápojů s obsahem lihu.

## Důvody

### Hitlerův postoj ke kouření

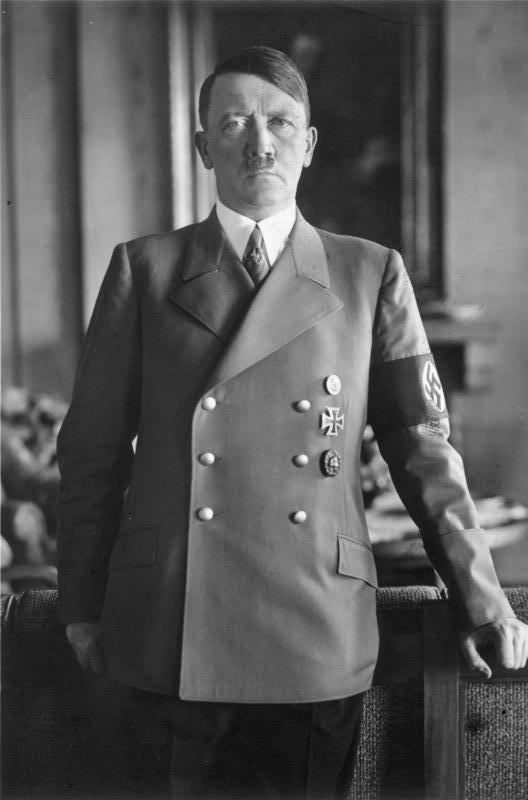
Hitler povzbuzoval své blízké, aby přestali s kouřením.

Adolf Hitler byl v mládí silným kuřákem; vykouřil 25 až 40 cigaret denně, ale zlozvyku se vzdal se sdělením, že to bylo plýtvání penězi. V dalších letech Hitler pohlížel na kouření jako na „dekadentní“ záležitost a „hněv rudého muže proti bílému muži, pomstu za to, že mu byl dán tvrdý alkohol“, lamentuje, že „tolik vynikajících mužů bylo ztraceno na otravu tabákem“. Byl nešťastný, protože jak Eva Braunová tak Martin Bormann byli kuřáci, a byl znepokojen z Hermanna Göringa, který nepřestával kouřit na veřejných místech. Byl také rozzloben, když na portrétu byl Göring zobrazen kouříc doutník. Hitler je často považován za prvního státníka, který prosazoval nekouření, ačkoliv měl na tento titul již o tři sta let dříve větší nárok Jakub I. Stuart.
Hitler nesouhlasil s tím, že vojenskému personálu byla povoleno kouřit a 2. března 1942, během 2. světové války řekl: „Byla to tenkrát na začátku války chyba, v návaznosti na vedení armády.“ Také řekl, že „nebylo správné říci, že voják nemůže žít bez kouření“. Sliboval si však ukončení kouření cigaret po skončení války. Hitler také osobně nabádal nejbližší přátele, aby přestali s kouřením a oceňoval ty, kteří kouřit přestali. Nicméně, Hitlerova osobní nechuť k tabáku byla pouze jedním z několika katalyzátorů při vedení protikuřácké kampaně.

### Reprodukční politika
Nacistická reprodukční politika byla významným faktorem za jejich protikuřáckou kampaní. Ženy, které kouřily, byly považované za zranitelné, předčasně stárnoucí a ztrácející fyzickou atraktivitu; bylo na ně pohlíženo jako na nevhodné být matkami v německé rodině. Werner Huttig z úřadu rasových záležitostí, národně socialistické německé dělnické strany řekl, že mléko kojících matek obsahuje nikotin, jeho tvrzení současní vědci potvrdili. Martin Staemmler, prominentní lékař Třetí říše vyjádřil názor, že těhotné ženy vykazují vyšší míru narození mrtvého plodu a potratů. Tento názor byl také potvrzen známou ženskou rasovou hygienistkou Agnes Bluhmovou, jejíž kniha, vydaná v roce 1936 vyjádřila stejné mínění. Nacistické vedení se toho obávalo, protože chtěli, aby německé ženy reprodukovaly jak jen to je možné. Článek, publikovaný v německém gynekologickém časopise tvrdí, že u žen, které kouří tři a více cigaret denně je větší riziko neplodnosti ve srovnání s ženami, které nekouří.

## Výzkum
Výzkum a studie účinků tabáku na zdraví populace byl v Německu v době před nástupem nacistů k moci rozvinut více než v kterékoliv jiné zemi na světě. Spojení mezi rakovinou plic a tabákem byl poprvé potvrzen v nacistickém Německu, navzdory dnes populární víře, že američtí a britští vědci měli tento objev učinit až v 50. letech 20. století. Termín "pasivní kouření" ("Passivrauchen") byl poprvé znám z Německa. Výzkumné projekty financované nacisty odhalily mnoho katastrofálních účinků kouření na lidské zdraví. Nacistické Německo podporovalo epidemiologický výzkum na škodlivé účinky použití tabáku. Hitler osobně financoval Wissenschaftliches Institut zur Erforschung der Tabakgefahren (Institut pro výzkum tabákových rizik) na univerzitě v Jeně pod vedením Karla Astela. Po založení v roce 1941 se jednalo o první známý protitabákový institut v nacistickém Německu.
Franz H. Müller v roce 1939 a E. Schairer v roce 1943 poprvé použili epidemiologické metody případových studií ke studiu rakoviny plic u kuřáků. Müller roku 1939 publikoval v časopise zabývajícím se rakovinou případovou studii, která potvrdila vysoké riziko výskytu karcinomu plic mezi kuřáky. Müller, popisovaný jako "zapomenutý otec experimentální epidemiologie", byl členem National Socialist Motor Corps (NSKK) a národně socialistická německé dělnické strany (NSDAP). Müllerova disertační práce z roku 1939 byla světově první kontrolovanou epidemiologickou studií, ukazující na spojení tabáku a rakoviny plic. Kromě toho zmíněného, zvyšující výskyt rakoviny plic se objevoval i z jiných možných příčin, jako byl prach, výfukové plyny z automobilů, tuberkulóza, rentgenové záření a znečištění z továren, Müllerovy doklady byly publikovány více a "zřejmý účinek tabákového kouření byl postrkáván více a více do popředí".
Lékaři Třetí říše se také obávali, že kouření je zodpovědné za nemoci srdce,které byly považovány za nejvážnější nemoci způsobené kouřením. Použití nikotinu bylo někdy považováno za zodpovědné za nárůst infarktů myokardu v zemi. V pozdějších letech 2. světové války vědci zjistili, že nikotin je faktorem, stojícím za selháním srdce u velké části personálu nasazeného na východní frontě. Patologové jednotky Heer examinovali třicet dva mladých vojáků, kteří zemřeli na infarkt myokardu na frontě a v roce 1944 potvrdili, že všichni byli "náruživí kuřáci". Citoval vyjádření patologa Franze Buchnera, že cigarety jsou "srdečním jedem prvního stupně".

## Opatření
Nacisté používali několik veřejně známých taktik, jak německé občany odradit od kouření. Světově známé zdravotní časopisy jako byl Gesundes Volk (Zdraví lidé), Volksgesundheit (Lidské zdraví) a Gesundes Leben (Zdravý život) publikovaly varování o důsledcích kouření na zdraví a plakáty ukazující škodlivé následky kouření cigaret. Protikuřácké vyhlášky byly zaslány lidem na pracoviště, často za podpory Hitler-Jugend (HJ) Bund Deutscher Mädel (BDM). Protitabáková kampaň sestávala u nacistů také ze zdravotní výchovy. V červnu 1939 byl vytvořen Úřad proti rizikům alkoholu a tabáku a Reichsstelle für Rauschgiftbekämpfung (Úřad pro zamezení návykových látek), které také pomohly v protitabákové kampani. V časopisech Die Genussgifte (Rekreační stimulanty), Auf der Wacht (Na stráži) a Reine Luft (Čistý vzduch) byly propagovány články hájící nekouření. Z těchto časopisů byl hlavním propagátorem protitabákového tažení Reine Luft . Karl Astel's Institute for Tobacco Hazards Research at Univerzity v Jeně purchased and distributed hundreds of reprints from Reine Luft.
Poté, co byly poznány škodlivé účinky kouření na lidské zdraví, bylo schváleno několik protikuřáckých zákonů. Koncem 30. let narostly protitabákové zákony, implementované nacisty. V roce 1938 zavedly zákaz kouření Luftwaffe a Reichspost. Kouření nebylo zakázáno pouze ve zdravotnických zařízeních, ale také v mnoha veřejných úřadech a zotavovnách. Porodní asistentky měly zakázáno kouřit během služby. V roce 1939 zakázala nacistická strana kouření ve všech svých úřadech a Heinrich Himmler, poté hlavní velitel Schutzstaffel (SS), zakázal policejnímu personálu a vojákům SS kouřit během služby. Kouření bylo zakázáno také ve školách.
V roce 1941 bylo v šedesáti německých městech zakázáno kouřit v tramvajích. Kouření bylo také zakázáno v protiletadlových krytech; ačkoliv některé kryty měly vyhrazené místnosti pro kouření. Zvláštní péče byla věnována k odrazení žen od kouření. Prezident lékařské asociace v Německu vyhlásil: "Německé ženy nesmějí kouřit". Těhotné ženy a ženy pod 25 let a nad 55 let během 2. světové války nedostávaly přídělové karty na cigarety. Omezení na prodej tabákových výrobků pro ženy platil i v pohostinství a maloobchodech s potravinami. Veřejně byly promítány protitabákové filmy zaměřené na ženy. Úvodníky projednávaly otázky kouření a jeho účinky byly veřejně publikovány v nacistických periodikách. V tomto ohledu platila přísná pravidla a úřad Národně socialistické závodní organizace (NSBO) oznámil, že bude zveřejňovat nacistky, které budou kouřit na veřejnosti. Dalším krokem v protitabákové kampani byl zákaz kouření pro osoby pod 18 let věku v červenci 1943. V dalším roce bylo zakázáno kouření v autobusech a v příměstských vlacích z osobní iniciativy Hitlera, který se bál, že by ženské cestující byly obětí pasivního kouření.
Omezení na reklamu na tabákové výrobky byla zavedena dne 7. prosince 1941 a nařízení bylo podepsáno Heinrichem Hunkem, prezidentem rady pro reklamu. Reklamy snažící se ukázat kouření jako neškodné a vyjadřující sílu byly zakázány. Mimo zákon byly postaveny reklamy vysmívající se protitabákovým aktivistům, jež byly na plakátech okolo tratí, ve vesnických oblastech, stadionech a závodních drahách. Reklama v rozhlase a na poštovních známkách byla také zakázána.
Také ve Wehrmachtu bylo zavedeno omezení kouření. Denní příděl cigaret na jednoho vojáka byl v armádě omezen na šest kusů. Cigarety navíc byly často vojákům prodávány, zvláště na bojištích, když právě nebyl vojenský posun nebo se nekonal ústup, nicméně počet cigaret byl omezen na 50 kusů na osobu na měsíc. Nezletilým vojákům, sloužícím v 12. Pancéřová SS Divise Hitlerjugend, složených ze členů Hitlerovy mládeže, byly místo tabákových výrobků přidělovány bonbóny. Přístup k cigaretám nebyl povolen ženskému pomocnému personálu Wehrmachtu. Byla pořádána lékařská školení, která měla za úkol pomoci vojenskému personálu skončit s kouřením. Vyhláška přijatá dne 3. listopadu 1941 zvýšila daň z tabáku o cca 80–95 % maloobchodní ceny. Byl by nejvyšší nárůst tabákové daně v Německu za posledních 25 let, než režim kapituloval.

## Efektivita
První protikuřácká kampaň byla považována za selhání a mezi lety 1933 až 1937 v Německu nastal raketový vzestup spotřeby tabáku. Úroveň kouření v národě narostla rychleji než v kterémkoliv sousedním státě, dokonce více než ve Francii, kde bylo protitabákové tažení maličké a málo vlivné. Mezi lety 1932 a 1939 byla v Německu spotřeba cigaret na hlavu od 570 do 900 za rok, zatímco korespondující čísla z Francie byla od 570 do 630.
Německé tabákové společnosti zkusily několikrát oslabit protitabákovou kampaň. Vydaly nové časopisy a zkoušely popisovat protitabákové tažení jako "fanatické" a "nevědecké". Tabákové společnosti také zkoušely překazit nacistickou vládní kampaň, která měla předejít kouření u žen a používalo kouřící modelky v reklamách na tabákové výrobky. Navzdory vládním omezením mnoho německých žen pravidelně kouřilo, včetně žen na vysokých pozicích nacistických důstojníků. Magda Goebbels kouřila dokonce i při rozhovoru s novináři. Módní obrázky zobrazovaly ženy zobrazené s cigaretou v často tak prominentních periodikách jako Beyers Mode für Alle (Beyerova móda pro všechny). Obálka populární písně Lili Marleen zobrazovala zpěvačku Lale Andersen, držící cigaretu.
|               | Rok   |       |       |       |
| 1930          | 1935  | 1940  | 1944  |       |
| Německo       | 490   | 510   | 1,022 | 743   |
| Spojené státy | 1,485 | 1,564 | 1,976 | 3,039 |

Když nacisté zavedli tvrdší protitabákovou politiku ve 30. letech a v prvních letech druhé světové války, míra užívání tabáku poklesla. Výsledkem byla protitabáková nařízení, implementována do Wehrmachtu a celková spotřeba tabáku mezi vojáky v letech 1939 1945 poklesla. Podle výzkumu provedeného v roce 1944, počet kuřáků ve Wehrmachtu narostl, ale průměrná spotřeba tabáku u vojenského personálu poklesla o 23.4% v porovnání s lety těsně před 2. světovou válkou. Počet lidí, kteří vykouřili 30 a více cigaret denně poklesl ze 4.4% na 0.3%.
Nacistická protitabáková politika se neobešla bez rozporů. Například Volksgesundheit (Lidské zdraví) a Gesundheitspflicht (Povinnost být zdráv) byly paralelně nuceni k aktivní distribuci cigaret k osobám, které nacisté nazývali "zasloužilými" skupinami (například vojáci v prvních liniích na frontě, členové Hitlerovy mládeže). Na druhou stranu "sloužícím" a stigmatizovaným skupinám (Židé, váleční zajatci) byl tabák odepřen.

## Spojení s antisemitismem a rasismem
Na rozdíl od obav veřejnosti byli nacisté pod silným tlakem ideologie; výrazné bylo tažení pod vlivem rasové hygieny a tělesné čistoty. Nacističtí vůdci věřili, že kouření a užívání tabáku je pro nadřazenou rasu  rovno "rasové degeneraci". Nacisté viděli v tabáku "genetický jed". Rasoví hygienici zakazovali použití tabáku ze strachu, že by "porušil německou zárodečnou plazmu". Nacističtí protikuřáčtí aktivisté často zkoušeli líčit tabák jako "neřest degenerované Afriky".
Nacisté tvrdili, že židé jsou zodpovědní za zavedení tabáku a jeho škodlivé účinky. Adventisté sedmého dne v Německu tvrdili, že kouření je nezdravou a rozšířenou neřestí židů. Johann von Leers, editor časopisu Nordische Welt (Nordický svět), roku 1941, při otevíracím ceremoniálu Wissenschaftliches Institut zur Erforschung der Tabakgefahren prohlásil, že "židovský kapitalismus" je zodpovědný za rozšíření používání tabáku napříč Evropou. Řekl, že první tabák na německé půdě byl prodán židy, kteří kontrolují tabákový průmysl v Amsterdamu, hlavním evropským vstupním bodem pro tabák.

## Doba po 2. světové válce
Po pádu nacistického Německa na konci 2. světové války, rychle zaplavily americké tabákové společnosti německý černý trh. Ilegální pašování tabáku převládlo, a mnoho lidí z vedení nacistické protitabákové kampaně bylo popraveno. V roce 1949 bylo do Německa každý měsíc nelegálně dopraveno okolo 400 milionů cigaret. V roce 1954 bylo téměř 2 miliardy švýcarských cigaret propašováno do Německa a Itálie. Jako část Marshallova plánu posílaly Spojené státy zdarma tabák do Německa; množství tabáku poslaného do Německa v roce 1948 bylo 24 000 tun a v roce 1949 to bylo již více než 69 000 tun. Na tomto plánu utratila federální vláda USA 70 milionů dolarů k radosti tabákových společností ve Spojených státech, které vysoce vydělávaly.Cigaretová spotřeba na osobu a rok v poválečném Německu stále rostla; ze 460 kusů v roce 1950 až na 1523 kusů v roce 1963. Na konci 20. století byly protikuřácké kampaně v Německu neschopné překonat vrchol protikuřácké kampaně v letech 1939–41 a snažení německých lékařů bylo Robert N. Proctorem popsáno jako "útlum" v protikuřácké kampani.